# Belitung (eiland)

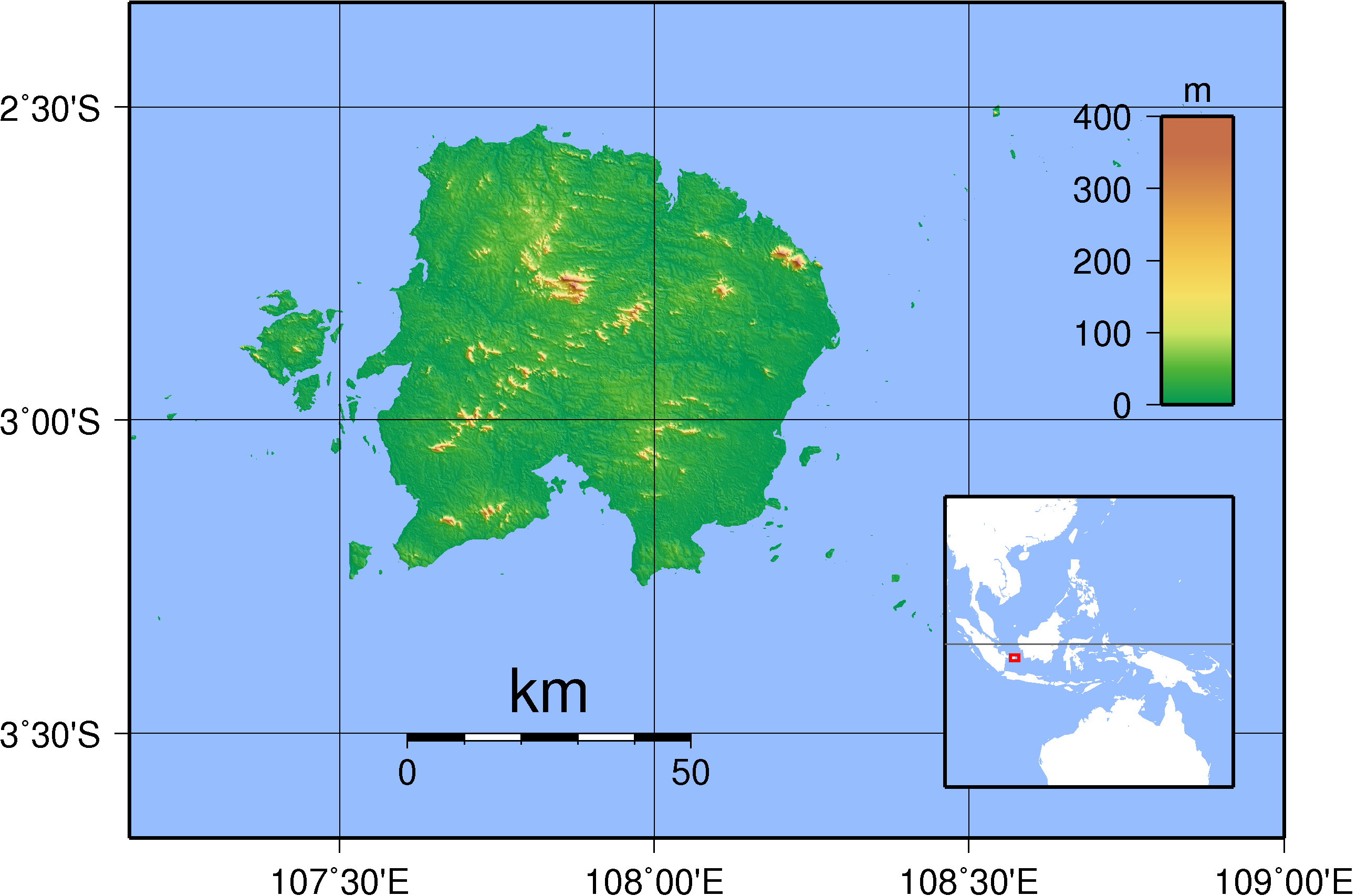

Belitung, in het Nederlands ook Billiton of Blitong geschreven, is een eiland in het westen van Indonesië, gelegen in de Straat Karimata tussen Sumatra en Borneo. In dezelfde zeestraat ligt ook het eiland Bangka. Volgens een legende dankt het eiland Belitung zijn naam aan het vroegere verblijf van Balinese Hindoes op Belitung. De naam Belitung is hierbij een afkorting van het woord Bali-potong, wat weer afgeleid is van de naam ‘Bali’. Sinds begin 19e eeuw wordt op Belitung tinerts gedolven.

## Geografie
Geografisch bestaat het eiland vooral uit kuststreken, moerassen en bergen. De kusten zijn vooral vlak met af en toe rotspartijen. De moerassen bevinden zich vooral in het oosten en maakten voor de versteviging van rivieroevers de toegang tot het eiland onmogelijk. Baaien die zich meer landinwaarts bevonden boden enkele mooie schuilplaatsen aan piraten die vooral in de 18e en het begin van de 19e eeuw actief waren. Het golvend terrein vloeit in het midden van het eiland over tot enkele bergen. De grootste en hoogste is de Goenoeng Tajam ten oosten van Tanjung Pandan. Het klimaat is regenachtig, vochtig en warm. Augustus en september zijn de droogste maanden waarop in november en januari een natte periode volgt.

## Geschiedenis
Op 13 augustus 1814 werd het eiland Bangka door het Verenigd Koninkrijk geruild tegen het "etablissement Cochin". Aangezien van het bij Bangka behorende Belitung gezegd werd dat het rijk aan erts was wilden de Britten dit eiland aanvankelijk zelf behouden, maar bij het Verdrag van Londen werd het op 17 maart 1824 alsnog aan Nederland overgedragen.
Nadat de chef van het mijnwezen in Nederlands-Indië, Cornelis de Groot van Embden, had geoordeeld dat er tinerts aanwezig was, richtten de Nederlandse industriëlen Wolter Robert van Hoëvell, Vincent Gildemeester van Tuyll van Serooskerken en John Francis Loudon in 1850 de Billiton Maatschappij op om de ertsvoorkomens op het eiland te exploiteren. Deze werd gefinancierd door de uitgifte van aandelen, die voor een groot deel in handen van prins Willem Frederik Hendrik kwamen. De concessie werd in 1853 verleend.
Bij de ertswinning waren de werkomstandigheden voor de koelies slecht: velen stierven aan ziektes. De Nederlandse opzichters klaagden intussen over het gebrek aan afleiding op het eiland. De verlenging van de concessie leidde rond 1882 tot de Billiton-quaestie in het Nederlandse parlement, toen bleek dat koning Willem III de concessieverlenging moest bekrachtigen, terwijl hij een fors pakket aandelen bezat.
In 1908 werd een onderzoek uitgevoerd naar de arbeidsomstandigheden bij Belitung, die in vele opzichten niet rooskleurig waren. Zo tierde de opiumhandel er welig.
Na de Indonesische onafhankelijkheid verdween de Billiton Maatschappij in de jaren vijftig van het eiland. De maatschappij bleef wel in andere landen actief, en groeide uit tot een van de grootste bedrijven ter wereld, BHP Billiton.